# Parafia św. Jakuba Apostoła w Sobótce
Parafia św. Jakuba Apostoła w Sobótce – rzymskokatolicka parafia znajdująca się w dekanacie Sobótka w archidiecezji wrocławskiej. Jej proboszczem od 2000 roku jest ks. Edward Jurek. Obsługiwana przez kapłanów archidiecezjalnych. Erygowana w XIII wieku.